# Justyna Święty-Ersetic
Justyna Święty-Ersetic (pronunțat [jusˈtɨna ˈɕfjɛntɨ ɛrˈsɛtit͡s]; născută Święty; n. 3 decembrie 1992, Racibórz, Katowice Voivodeship⁠(d), Polonia) este o atletă poloneză, specializată în proba de 400 m.

## Biografie
În 2011 a absolvit liceul din Racibórz și a început să studieze la Universitatea de Educație Fizică din Katowice⁠(d). Sportiva a obținut medalia de bronz la Campionatul European de Tineret din 2013 în urma franțuzoaicei Lénora Guion-Firmin și a româncei Mirela Lavric. La Campionatul European în sală din 2017 a luat bronzul. Anul următor, la Campionatul European de la Berlin a cucerit primul titlu la individual în fața Mariei Belibasaki (Grecia) cu patru sutimi de secundă, stabilind recordul său personul cu timpul de 50,41 s. În 2021 a devenit vicecampioană europeană în sală.
Cele mai mari succese a avut cu echipa poloneză de ștafetă de 4×400 de metri, unde Justyna Święty-Ersetic este adesea ultima alergătoare. Polonezele au câstigat medalia de aur la Campionatul Mondial de Ștafete din 2019, la Campionatul European din 2018, la Campionatele Europene în sală din 2017 și 2019 și la Universiadele din 2015 și din 2017⁠(d). La Jocurile Olimpice de la Tokio atleta a cucerit medalia de aur cu ștafeta mixtă de 4x400 m, compusă din Karol Zalewski, Natalia Kaczmarek, Justyna Święty-Ersetic și Kajetan Duszyński.

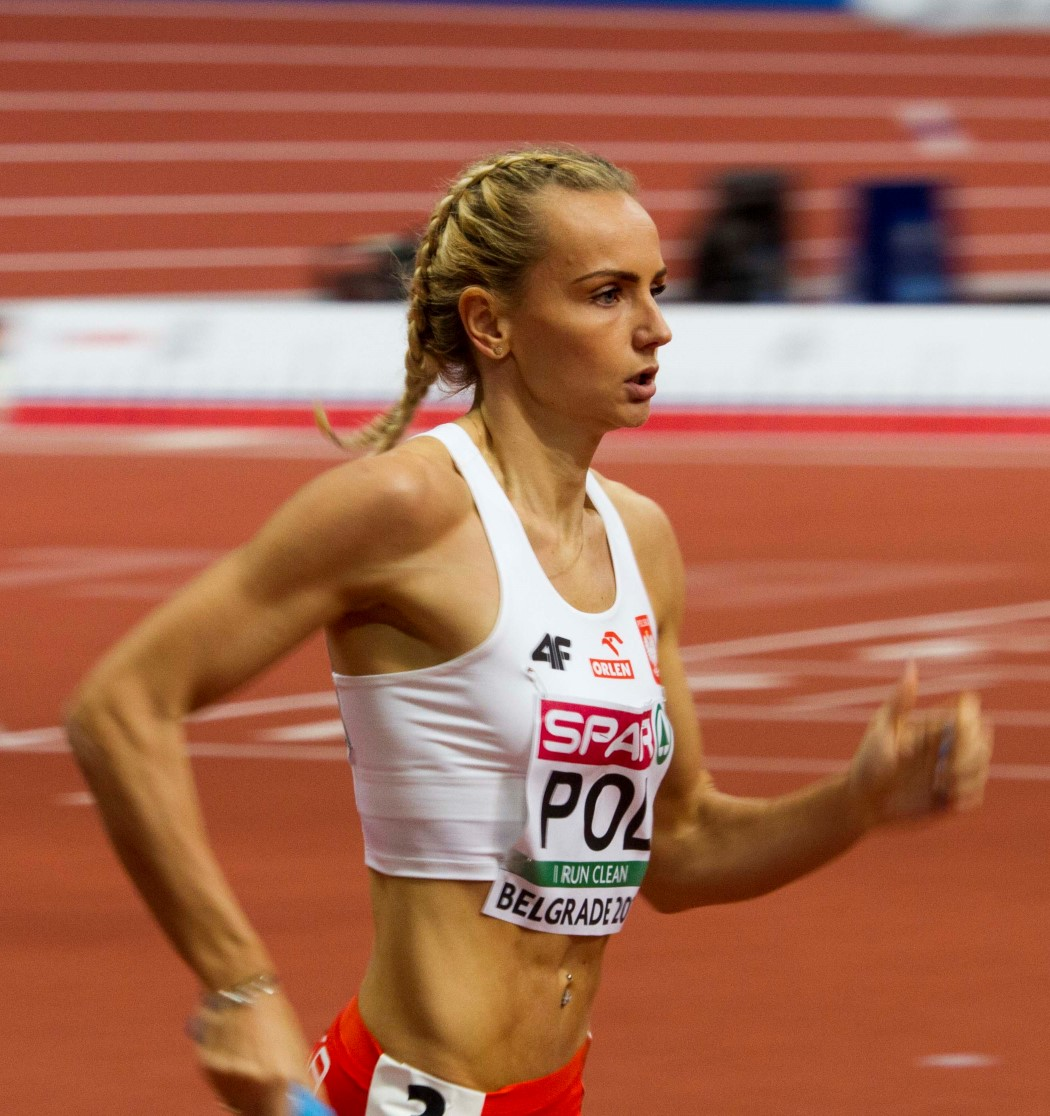
La CE în sală din 2017
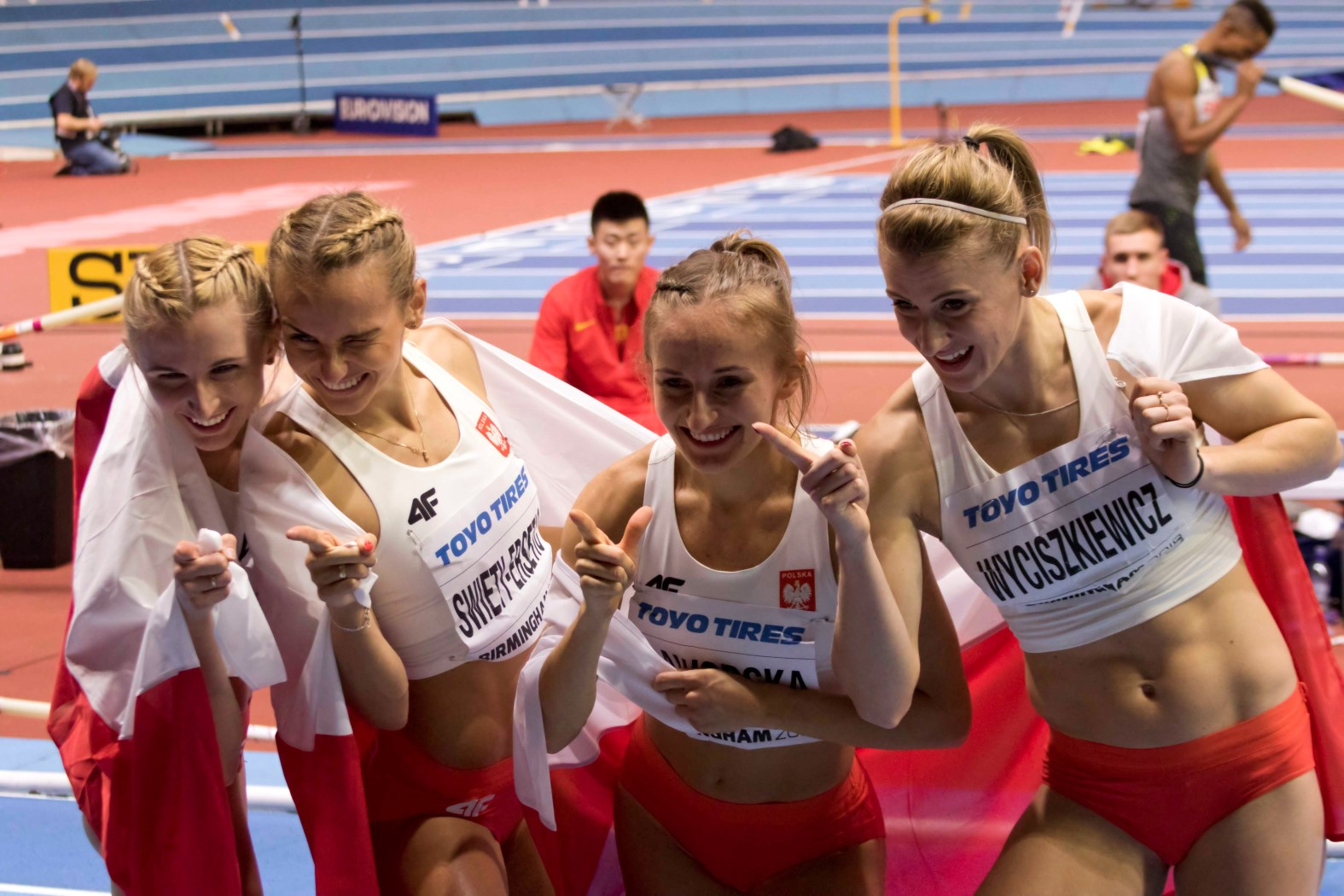
La CM în sală din 2018
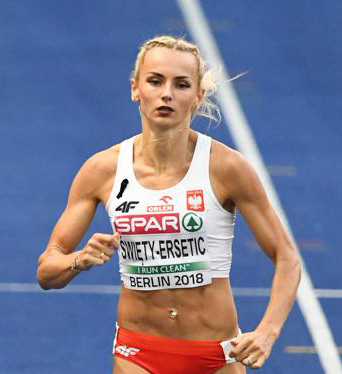
La CE din 2018

## Palmares
| An   | Competiție                               | Locație                    | Loc | Eveniment     | Note       |
| ---- | ---------------------------------------- | -------------------------- | --- | ------------- | ---------- |
| 2009 | Campionatul Mondial de Juniori (sub 18)  | Brixen, Italia             | 6   | ștafetă mixtă | 2:10,01    |
| 2010 | Campionatul Mondial de Juniori (sub 20)  | Moncton, Canada            | 8   | 4×400 m       | 3:38,96    |
| 2011 | Campionatul European de Juniori (sub 20) | Tallinn, Estonia           | 2   | 4×400 m       | 3:35,35    |
| 2012 | Campionatul European                     | Helsinki, Finlanda         | 19  | 400 m         | 53,68      |
| 2012 | Campionatul European                     | Helsinki, Finlanda         | 8   | 4×400 m       | 3:30,17    |
| 2012 | Jocurile Olimpice                        | Londra, Marea Britanie     | 13  | 4×400 m       | 3:30,15    |
| 2013 | Campionatul European de Tineret (sub 23) | Tampere, Finlanda          | 3   | 400 m         | 52,22      |
| 2013 | Campionatul European de Tineret (sub 23) | Tampere, Finlanda          | 1   | 4×400 m       | 3:29,74    |
| 2013 | Campionatul Mondial                      | Moscova, Rusia             | 8   | 4×400 m       | 3:29,75    |
| 2014 | Campionatul Mondial în sală              | Sopot, Polonia             | 4   | 400 m         | 52,20      |
| 2014 | Campionatul Mondial în sală              | Sopot, Polonia             | 4   | 4×400 m       | 3:29,89    |
| 2014 | Ștafetele Mondiale                       | Nassau, Bahamas            | 5   | 4×400 m       | 3:27,37    |
| 2014 | Campionatul European                     | Zürich, Elveția            | 13  | 400 m         | 52,85      |
| 2014 | Campionatul European                     | Zürich, Elveția            | 5   | 4×400 m       | 3:25,73    |
| 2015 | Campionatul European în sală             | Praga, Cehia               | 9   | 400 m         | 53,53      |
| 2015 | Campionatul European în sală             | Praga, Cehia               | 3   | 4×400 m       | 3:31,90    |
| 2015 | Ștafetele Mondiale                       | Nassau, Bahamas            | 5   | 4×400 m       | 3:29,30    |
| 2015 | Universiada                              | Gwangju, Coreea de Sud     | 6   | 400 m         | 52,44      |
| 2015 | Universiada                              | Gwangju, Coreea de Sud     | 1   | 4×400 m       | 3:31,98    |
| 2015 | Campionatul Mondial                      | Beijing, China             | 15  | 4×400 m       | 3:32,83    |
| 2016 | Campionatul Mondial în sală              | Portland, Statele Unite    | 5   | 400 m         | 52,46      |
| 2016 | Campionatul Mondial în sală              | Portland, Statele Unite    | 2   | 4×400 m       | 3:31,15    |
| 2016 | Campionatul European                     | Amsterdam, Olanda          | 6   | 400 m         | 51,96      |
| 2016 | Campionatul European                     | Amsterdam, Olanda          | 4   | 4×400 m       | 3:27,60    |
| 2016 | Jocurile Olimpice                        | Rio de Janeiro, Brazilia   | 17  | 400 m         | 51,62      |
| 2016 | Jocurile Olimpice                        | Rio de Janeiro, Brazilia   | 7   | 4×400 m       | 3:27,28    |
| 2017 | Campionatul European în sală             | Belgrad, Serbia            | 3   | 400 m         | 52,52      |
| 2017 | Campionatul European în sală             | Belgrad, Serbia            | 1   | 4×400 m       | 3:29,94    |
| 2017 | Ștafetele Mondiale                       | Nassau, Bahamas            | 2   | 4×400 m       | 3:28,28    |
| 2017 | Campionatul Mondial                      | Londra, Marea Britanie     | 44  | 400 m         | 53,62      |
| 2017 | Campionatul Mondial                      | Londra, Marea Britanie     | 3   | 4×400 m       | 3:25,41    |
| 2017 | Universiada                              | Taipei, Taiwan             | 1   | 4×400 m       | 3:26,75    |
| 2018 | Campionatul Mondial în sală              | Birmingham, Marea Britanie | 4   | 400 m         | 51,85      |
| 2018 | Campionatul Mondial în sală              | Birmingham, Marea Britanie | 2   | 4×400 m       | 3:26,09    |
| 2018 | Campionatul European                     | Berlin, Germania           | 1   | 400 m         | 50,41      |
| 2018 | Campionatul European                     | Berlin, Germania           | 1   | 4×400 m       | 3:26,59    |
| 2019 | Campionatul European în sală             | Glasgow, Marea Britanie    | 6   | 400 m         | 52,64      |
| 2019 | Campionatul European în sală             | Glasgow, Marea Britanie    | 1   | 4×400 m       | 3:28,77    |
| 2019 | Ștafetele Mondiale                       | Yokohama, Japonia          | 1   | 4×400 m       | 3:27,49    |
| 2019 | Campionatul European pe Echipe           | Bydgoszcz, Polonia         | 1   | 400 m         | 51,23      |
| 2019 | Campionatul European pe Echipe           | Bydgoszcz, Polonia         | 1   | 4×400 m       | 3:24,81    |
| 2019 | Campionatul European pe Echipe           | Bydgoszcz, Polonia         | 1   | echipe        | 345 pct    |
| 2019 | Campionatul Mondial                      | Doha, Qatar                | 7   | 400 m         | 50,95      |
| 2019 | Campionatul Mondial                      | Doha, Qatar                | 2   | 4×400 m       | 3:21,89    |
| 2019 | Campionatul Mondial                      | Doha, Qatar                | 5   | 4×400 m mixtă | 3:12,33    |
| 2021 | Campionatul European în sală             | Toruń, Polonia             | 2   | 400 m         | 51,41      |
| 2021 | Campionatul European pe Echipe           | Chorzów, Polonia           | 1   | 4×400 m       | 3:26,37    |
| 2021 | Campionatul European pe Echipe           | Chorzów, Polonia           | 1   | echipe        | 181,50 pct |
| 2021 | Jocurile Olimpice                        | Tokio, Japonia             | 2   | 4×400 m       | 3:20,53    |
| 2021 | Jocurile Olimpice                        | Tokio, Japonia             | 1   | 4×400 m mixtă | 3:09,87    |
| 2022 | Campionatul Mondial în sală              | Belgrad, Serbia            | 4   | 400 m         | 51,40      |
| 2022 | Campionatul Mondial în sală              | Belgrad, Serbia            | 3   | 4×400 m       | 3:28,59    |
| 2022 | Campionatul Mondial                      | Eugene, Statele Unite      | 10  | 4×400 m       | 3:29,34    |
| 2022 | Campionatul Mondial                      | Eugene, Statele Unite      | 4   | 4×400 m mixtă | 3:12,31    |
| 2022 | Campionatul European                     | München, Germania          | 17  | 400 m         | 52,17      |
| 2022 | Campionatul European                     | München, Germania          | 2   | 4×400 m       | 3:21,68    |
| 2024 | Campionatul Mondial în sală              | Glasgow, Marea Britanie    | 8   | 4×400 m       | 3:28,80    |
| 2024 | Ștafetele Mondiale                       | Nassau, Bahamas            | 2   | 4×400 m       | 3:24,71    |
| 2024 | Campionatul European                     | Roma, Italia               | 17  | 400 m         | 52,16      |
| 2024 | Campionatul European                     | Roma, Italia               | 6   | 4×400 m       | 3:25,59    |
| 2024 | Jocurile Olimpice                        | Paris, Franța              | 21  | 400 m         | 50,95      |
| 2024 | Jocurile Olimpice                        | Paris, Franța              | 10  | 4×400 m       | 3:26,69    |
| 2024 | Jocurile Olimpice                        | Paris, Franța              | 7   | 4×400 m mixtă | 3:12,39    |
| 2025 | Campionatul European în sală             | Apeldoorn, Țările de Jos   | 5   | 400 m         | 51,59      |
| 2025 | Campionatul Mondial în sală              | Nanjing, China             | 5   | 400 m         | 51,97      |
| 2025 | Campionatul Mondial în sală              | Nanjing, China             | 2   | 4×400 m       | 3:32,05    |

1. 1 2  Atleta a participat doar la calificări.

## Recorduri personale
| Probă           | Performanță | Dată           | Locație    |
| --------------- | ----------- | -------------- | ---------- |
| 400 m           | 50,41       | 11 august 2018 | Berlin     |
| 4×400 m         | 3:20,53 RN  | 7 august 2021  | Tokio      |
| 4×400 m mixtă   | 3:09,87 RE  | 31 iulie 2021  | Tokio      |
| 400 m în sală   | 51,04       | 6 martie 2022  | Toruń      |
| 4×400 m în sală | 3:26,09 RN  | 4 martie 2018  | Birmingham |